# Campeonato Sergipano de Futebol Feminino de 2016
O Campeonato Sergipano de Futebol Feminino de 2016 será a 1º edição da divisão principal do campeonato estadual de Sergipe, cujo nome oficial é Sergipão Feminino 2016.A equipe campeã conquistará vaga para a Copa do Brasil Feminina de 2016.

## Regulamento
O Campeonato Sergipano de Futebol Profissional da Série A-1 de 2016 foi disputado em três fases:
- a) 1ª Fase – Classificatória
- b) 2ª Fase – Semifinal
- c) 3ª Fase – Final

Na primeira fase, Classificatória, as equipes jogaram entre si partida somente de ida. Classificaram-se para a semifinal (segunda fase) as duas  melhores equipes de cada grupo. A Grande Final será disputada em duas partidas, nas quais os vencedores das semifinais farão em dois jogos a disputa do título.

### Critério de desempate
Os critério de desempate foram aplicados na seguinte ordem:
1. Maior número de vitórias
2. Maior saldo de gols
3. Maior número de gols pró (marcados)
4. Maior número de gols contra (sofridos)
5. Confronto direto
6. Sorteio

## Primeira Fase
|  | Equipes classificadas às Semifinal |
|  | Equipes eliminadas                 |

### Jogos

#### Primeira Rodada
| 11 de junho | Coritiba-SE | 1 – 1 | Canindé | André Moura, Pirambu |
| 15:00       |             |       |         |                      |

| 11 de junho | Boca Júnior | 5 – 0 | Força Jovem | Francão, Estância |
| 15:00       |             |       |             |                   |

#### Segunda Rodada
| 18 de junho | Força Jovem | 2 – 2 | Coritiba-SE | Arnaldo Pereira, São Domingos |
| 15:00       |             |       |             |                               |

| 19 de junho | Canindé | 2 – 3 | Boca Júnior | Estádio Barrancão, Piranhas-AL |
| 15:00       |         |       |             |                                |

#### Terceira Rodada
| 2 de julho | Coritiba-SE | 0 – 4 | Boca Júnior | André Moura, Pirambu |
| 15:00      |             |       |             |                      |

| 2 de julho | Força Jovem | 1 – 3 | Canindé | Arnaldo Pereira, São Domingos |
| 15:00      |             |       |         |                               |

### Jogos

#### Primeira Rodada
| 11 de junho | Santos | 0 – 1 | Flamengo |  |
| 15:00       |        |       |          |  |

| 11 de junho | Sport Aracaju | 1 – 5 | Santos Dumont | Lelezão, Nossa Senhora do Socorro |
| 17:00       |               |       |               |                                   |

#### Segunda Rodada
| 18 de junho | Santos Dumont | 1 – 0 | Santos |  |
| 15:00       |               |       |        |  |

| 18 de junho | Flamengo | 6 – 5 | Sport Aracaju | Campo do Limão, São Cristóvão |
| 15:30       |          |       |               |                               |

#### Terceira Rodada
| 2 de julho | Santos | 0 – 1 | Sport Aracaju |  |
| 15:00      |        |       |               |  |

| 3 de julho | Santos Dumont | 2 – 1 | Flamengo | Campo do Limão, São Cristóvão |
| 15:00      |               |       |          |                               |

## Fase final
|  | Semifinais    | Semifinais | Semifinais | Semifinais |       |             | Final | Final | Final | Final |
|  |               |            |            |            |       |             |       |       |       |       |
|  | Boca Júnior   | 1          | -          | 1          |       |             |       |       |       |       |
|  | Flamengo      | 0          | -          | 0          |       |             |       |       |       |       |
|  | Flamengo      | 0          | -          | 0          |       | Boca Júnior | 3     | 0     | 3 (4) |       |
|  |               |            |            |            |       | Boca Júnior | 3     | 0     | 3 (4) |       |
|  |               | Canindé    | 2          | 1          | 3 (2) |             |       |       |       |       |
|  | Santos Dumont | Canindé    | 2          | 1          | 3 (2) | 1           | -     | 1     |       |       |
|  | Santos Dumont |            |            |            |       | 1           | -     | 1     |       |       |
|  | Canindé       | 3          | -          | 3          |       |             |       |       |       |       |

| Sergipão Feminino 2016          |
| Sergipe                         |
| ------------------------------- |
| Boca Júnior Campeão (1º título) |

## Semifinais

#### Jogo Único
| 6 de julho | Boca Júnior | 1 – 0 | Flamengo | Francão, Estância |
| 20:00      |             |       |          |                   |

| 6 de julho | Santos Dumont | 1 – 3 | Canindé | Lelezão, Nossa Senhora do Socorro |
| 20:00      |               |       |         |                                   |

## Finais

### Jogo de Ida
| 10 de julho | Canindé | 2 – 3 | Boca Júnior | Andrezão, Canindé de São Francisco |
| 15:00       |         |       |             |                                    |

### Jogo de Volta
| 13 de julho | Boca Júnior | 0 – 1 | Canindé | Francão, Estância |
| 20:00       |             |       |         |                   |

|  |       | Penalidades |
|  | 4 – 2 |             |